# 北海道道262号新函馆北斗停车场线
北海道道262号渡岛大野停车场线（日语：北海道道262号渡島大野停車場線）是一条位于北海道北斗市内的普通道级道路（北海道道）。

## 指定区間
- 起点：北海道北斗市市渡（＝JR北海道渡岛大野站）
- 終点：北海道北斗市市渡（＝国道227号、北海道道96号上矶峠下线交点）
- 总長：1.3千米

## 经过的自治体
- 渡岛综合振兴局
  - 北斗市

## 主要连接道路
- 北斗市
  - 北海道道96号上磯峠下線＝市渡
  - 国道227号＝市渡（终点）
  - 北海道道96号上磯峠下線＝市渡（终点）

## 历史
- 1957年7月25日 路線勘定。（188号）
- 1994年10月1日 路線编号变更为262号。（1994年北海道告示第1468号）

该路线的前身为1920年4月1日勘定的準地方費道23号大野本乡停车场线的一部分区段。